# Mariona Borrull Zapata
Mariona Borrull Zapata (Calella, 1996) es una persona profesional del periodismo y la crítica cinematográfica, con especialización en películas y series de actualidad, festivales internacionales de primera clase y de cine de autor. Es de las primeras personas en usar el género neutroen la crítica de cine. Se graduó en Comunicación Audiovisual en la Universidad Pompeu Fabra. 
Ha publicado en prensa generalista y especializada en cine, como Fotogramas, El Antepenúltimo Mohicano, Otros Cines Europa, entre otros. También colabora en diversas emisoras de radio catalanas y presenta el podcast Sopa de Miso sobre anime, producido por Serielizados.
Fue una de los Berlinale Talents de 2022.
En 2024, renunció como integrante del jurado del Festival de Sitges, alegando la poca presencia de mujeres y personas de género no binario en la terna de premiación.